# Lluís Alegret i Biosca
Lluís Alegret i Biosca (1934-2007) fou un filòsof català. Enginyer industrial de formació i llicenciat en psicologia, participà en la represa del català a l'ensenyament secundari i al moviment dels PNN, professors de batxillerat progressistes sota la dictadura franquista i al Col·legi de Llicenciats de Barcelona. Important activista cultural, fou membre del Liceu de Filosofia Joan Maragall i de la Junta directiva de l'Ateneu Barcelonès amb Oriol Bohigas, des d'on impulsà la commemoració del bicentenari de Kant entre altres actes. Catòlic progressista, el seu pensament, vinculat a l'Escola de filosofia de Barcelona es mou entre el personalisme i un cert anarquisme cristià.

## Obres
- Filosofia : COU (1986)
- Filosofia : 3r BUP (1990)
- Al voltant de Kant (2006)
- Joan Garcia Oliver: retrat d'un revolucionari anarcosindicalista (2008)